# Jayashankar Bhupalpally (Distrikt)
Der Distrikt Jayashankar Bhupalpally (Telugu జయశంకర్ భూపాలపల్లి జిల్లా, Urdu جئے شنکر بھوپالپلی ضلع) ist ein Verwaltungsdistrikt im südindischen Bundesstaat Telangana. Verwaltungssitz ist die Stadt Bhupalpally.

## Geographie
Der Distrikt liegt auf der Hochebene des Dekkan im Osten Telanganas und grenzt an die benachbarten Bundesstaaten Chhattisgarh und Maharashtra. Die Grenze zu den beiden Bundesstaaten wird durch den Fluss Godavari markiert. Die angrenzenden Distrikte in Telangana sind Mulugu und Warangal im Süden, Karimnagar im Westen, sowie Peddapalli und Mancherial im Nordwesten und Norden.

## Geschichte

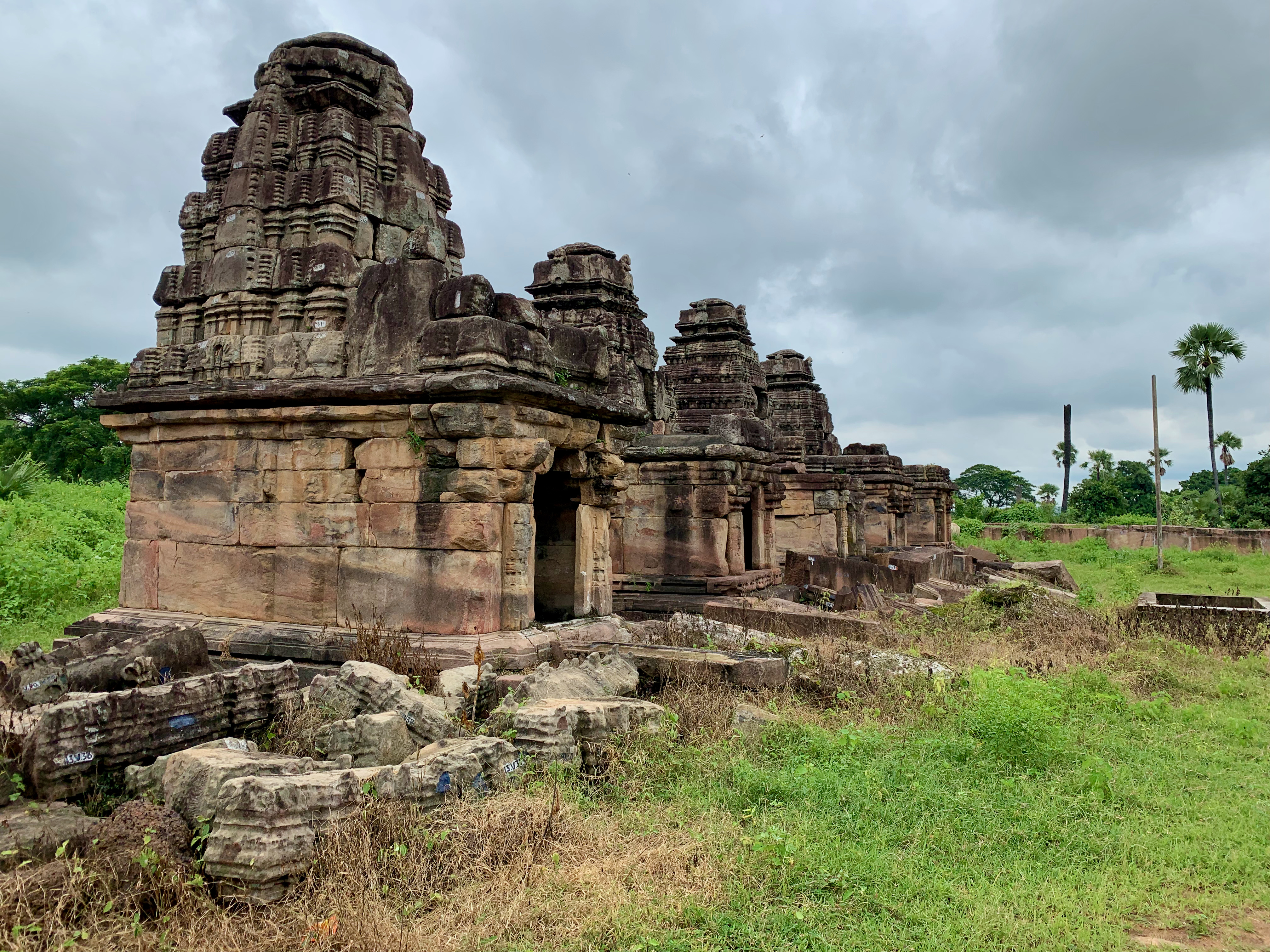
Tempelruinen nahe dem Ort Ghanpur

Seit dem Jahr 1726 stand das Gebiet Telanganas unter der Herrschaft der Asaf-Jah-Dynastie, die hier bis zur Eingliederung des Staates Hyderabad in das unabhängig gewordene Indien im Jahr 1948 herrschte. Ab 1956 gehörte Telangana zum Bundesstaat Andhra Pradesh, bis es 2014 ein eigener Bundesstaat wurde. Der Distrikt Jayashankar Bhupalpally entstand bei der administrativen Neueinteilung Telanganas am 11. Oktober 2016 als einer von 21 neu eingerichteten Distrikten. Zuvor war das Gebiet des Distrikts Teil der Distrikte Warangal und Karimnagar. Der Distriktname war zunächst Jayashankar, zu Ehren von Kothapalli Jayashankar (1934–2011), einem Aktivisten der Bewegung für die Schaffung eines eigenen Bundesstaats Telangana. Am 22. Oktober 2016 wurde dem Distriktnamen der Name der Distrikthauptstadt Bhupalpally als Suffix hinzugefügt. Der südliche Teil Jayashankar Bhupalpallys wurde am 17. Februar 2019 als neuer Distrikt Mulugu abgespalten. Die Distriktfläche verkleinerte sich dadurch von 6175 km² auf 2293 km² und die Einwohnerzahl von 711.434 auf 416.763 (nach dem Zensus 2011).

## Demografie
Bei der Volkszählung 2011 hatte der spätere Distrikt (in den Grenzen ab 2019) 416.763 Einwohner. Die Bevölkerungsdichte lag mit 182 Einwohnern pro km² deutlich unter dem Durchschnitt Telanganas (312 Einwohner/km²). Das Geschlechterverhältnis war mit 207.998 Männern auf 208.765 Frauen ausgeglichen. Die Alphabetisierungsrate war selbst für die Verhältnisse Telanganas mit 56,45 % (Männer 65,45 %, Frauen 47,50 %) niedrig (Durchschnitt Telangana: 66,54 %, Indien: 74,04 %). Der Urbanisierungsgrad war mit 13,71 % ebenfalls gering. 22,09 % der Bevölkerung gehörten zu den Scheduled Castes und 8,92 % zu den Scheduled Tribes.

## Wirtschaft
Die Landwirtschaft bildet die wirtschaftliche Basis. Nach dem Zensus 2011 waren von 221.031 erwerbstätigen Personen 153.859 (69,6 %) im Agrarsektor tätig. Dabei dominierten Klein- und Kleinstbetriebe. Von den 129.986 Landbesitzern im Jahr 2015/16 besaßen 91.504 nur maximal einen Hektar Land. Im Jahr 2019/20 wurden 87.176 ha für den Ackerbau genutzt (zum Teil mit mehr als einer Ernte pro Jahr), davon 48.813 als Bewässerungsfeldwirtschaft. Hauptsächlich angebaut wurden Reis (59.208 ha), Baumwolle (52386 ha), Paprika (6673 ha), Mais (6051 ha), Mungbohnen (green gram, 851 ha), Kurkuma (594 ha), Urdbohnen (black gram, 283 ha), Erdnüsse (56 ha) und Straucherbsen (red gram, 31 ha).
Bei dem Ort Kaleshwaram am Ufer des Godavari befindet sich der Standort des 2016 begonnenen Kaleshwaram-Bewässerungsprojektes (Kaleshwaram Lift Irrigation System, KLIS). Wasser des Godavari soll durch ein Netzwerk von großen, mehrere Hundert Kilometer umfassenden unterirdischen Kanälen abgeleitet werden und durch große Pumpwerke auf die zum Teil Hunderte Meter höher gelegene Dekkan-Hochebene gepumpt werden, wo es dann zu Bewässerungszwecken in der Landwirtschaft dienen soll. Das Projekt gilt als größtes Bewässerungsprojekt seiner Art weltweit.